# Classmate PC

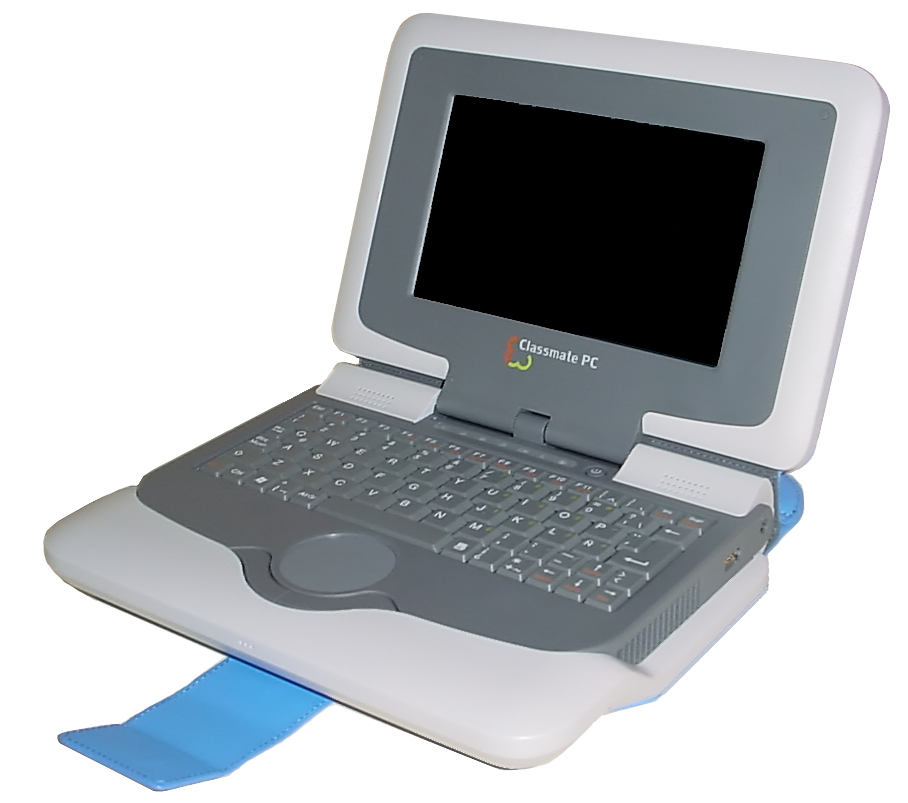
Der Classmate PC von Intel

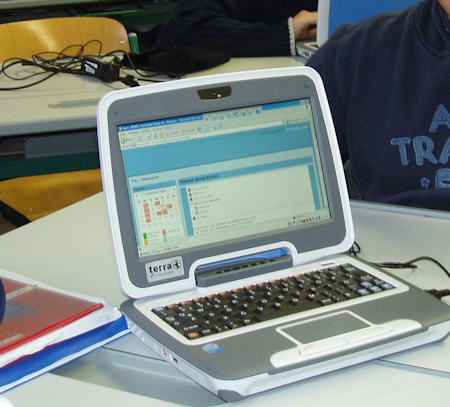
Europäisches Modell des Classmate PC

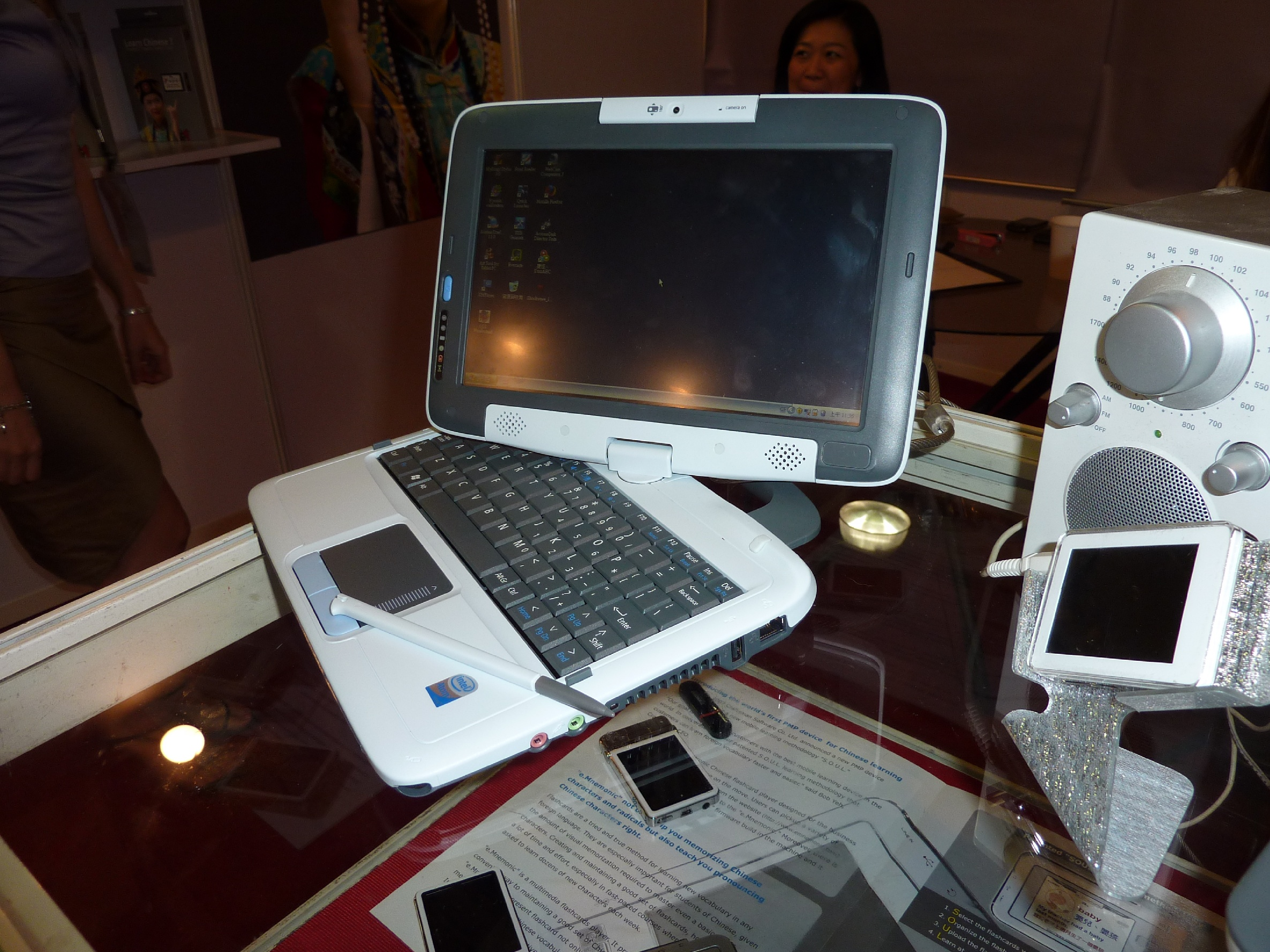
Dritte Generation des Classmate PC

Vierte Generation des Classmate Convertible PC

Die Vierte Generation als Tablett PC

Der Classmate PC ist ein von Intel produzierter Laptop, der ursprünglich nur in Entwicklungsländern erhältlich sein sollte. Er war in verschiedenen Konfigurationsvarianten ab 299 Euro (dritte Generation) erhältlich und wurde als Intels Antwort auf den 100-Dollar-Laptop der gemeinnützigen Gesellschaft One Laptop per Child entwickelt.
Die neue (vierte) Generation des Classmate-PC wurde preislich angepasst und war zum Verkaufsstart für 429 Euro erhältlich. Gerade durch seine Robustheit (50–70 cm Höhe fallsicher auf den Boden) soll der Laptop Einzug in die Klassenräume bei Grundschulen nehmen.
Durch die höhere Auflösung der neuen, vierten Generation wird das Gerät aber nun auch für weiterführende Schulen und Privatpersonen oder Firmen interessanter.
Der konkrete Einsatz des Classmate PC und die Weiterentwicklung desselben stellt die Ansprüche der Kinder weltweit in den Mittelpunkt und ist so ein positiver Schulbegleiter.

## Konfiguration
Die erste Generation enthielt folgende Komponenten:
- Modifizierter Intel Celeron M 900-MHz-Prozessor mit geringerer Spannung (ULV) und ohne L2-Cache
- 256 MB Arbeitsspeicher
- Intel 915 GM Onboard-Grafikchip (nutzt 8 MB des Arbeitsspeichers)
- 7 Zoll großer Bildschirm mit einer Auflösung von 800 mal 480 Pixeln
- Akku für einen Betrieb von vier Stunden
- 1000 MB (Linux-Variante) oder 2000 MB (Windows-Variante) SSD
- WLAN nach dem 802.11g-Standard, kein mobiles Ad-hoc-Mesh-Netz
- Tastatur, Mikrofon
- Betriebssystem: Mandriva Linux 2007 oder Microsoft Windows XP Professional

In der Presse wird darauf hingewiesen, dass der Intel-Laptop in infrastrukturschwachen Gebieten durch Anschluss an eine Autobatterie betrieben werden muss. Eine Kurbel zur Stromgenerierung wird nicht beigefügt, da ein Nutzer den höheren Strombedarf des Intel-Laptops durch eine Handkurbel nicht mehr befriedigen kann.
In der dritten Generation sind folgende Komponenten enthalten:
- Prozessor: Intel Atom N270 1,6 GHz
- Arbeitsspeicher: 1.024 MB RAM
- SSD: 16 GB (optional 60 GB-HD)
- Bildschirmgröße: 8,9 Zoll großer Touchscreen
- Akkulaufzeit: bis zu 6 Stunden, 6 Zellen Batterie
- Gewicht: 1,25–1,45 kg
- Wasserdichte Tastatur
- Integrierte Lautsprecher, Mikrophon, 1,3 Mio. Pixel Webcam
- Betriebssystem: Linux Edubuntu oder Microsoft Windows XP oder keines

Die vierte Generation wurde nun mit folgenden Punkten verbessert:
- Prozessor: Intel Atom N450, 1,66 GHz
- Arbeitsspeicher: Wahlweise 1 GB oder 2 GB
- SSD: 16 oder 32 GB sowie optional 160-GB-Festplatte
- Bildschirmgröße: 10,1 Zoll / Touchscreen (jetzt mit einer Auflösung von bis zu 1366 × 768)
- Die Tastatur wurde vergrößert um das Arbeiten zu erleichtern.
- Als Betriebssystem wird Microsoft Windows 7 (Home/Professional) oder Ubuntu-Linux ausgeliefert. Alternativ ist auch eine Lieferung ohne Betriebssystem möglich.
- optional mit 250-GB-Festplatte als UMTS-Version für mobiles Internet erhältlich

Die fünfte Generation wurde auf der IDF 2011 vorgestellt
- Prozessor: Intel Atom N2600 1,6 GHz
- Bildschirmgröße: 10,1 Zoll / Touchscreen
- Bildschirmauflösung: 1366 × 768

## Verbreitung
Der Classmate PC sollte ursprünglich nur in den Entwicklungsländern zum Kauf angeboten werden. Die ersten 800 Exemplare für Tests erreichten Ende März 2007 Brasiliens Schulen, wobei sich Brasilien noch nicht entschieden hat, ob es den Classmate PC oder den XO kaufen möchte. Ende September 2008 bestellte der Präsident Venezuelas, Hugo Chavez, eine Million Classmate PCs zur Verteilung in den Schulen des Landes. Libyen hat 150.000 Geräte bestellt.
Die zweite Generation an Classmate PCs sind auch in Europa und den USA erhältlich. Seit dem Herbst 2008 werden Classmate PCs von verschiedenen Herstellern auch in deutscher Ausführung angeboten.
Der Convertible Classmate PC der dritten Generation ist besonders für den Unterrichtsgebrauch im Klassenverband gedacht und soll das Lernen modernisieren. Ab Juli 2009 war die dritte Generation auf dem deutschen Markt erhältlich.
Die "Vierte Generation" ist seit dem dritten Quartal 2010 erhältlich. Hier ist u. a. Bildschirmgröße, SSD-Laufwerk sowie Arbeitsspeicher vergrößert worden. Durch das nun optional erhältliche UMTS-Modul erfreut sich dieser nicht nur bei Schülern reger Beliebtheit, sondern ist auch für Firmen und Außendienstmitarbeiter interessant geworden. Hier könnte er eine günstige Alternative zum iPad aus dem Hause Apple werden.